# أواني الخابور
أواني الخابور، هي نوع محدد من الفخار سمي بذلك نسبة إلى منطقة نهر الخابور في شمال شرق سوريا، اذ عثر عليه عالم الآثار ماكس مالوان على كميات متعددة منها في موقع شاغار بازار . لم يكن فقط في منطقة الخابور، بل يتواجد في شمال العراق ويتواجد أيضًا في مواقع معينة في تركيا وإيران .  
قد ربط علماء الآثار الفخار بالنصوص الاسفينية ( المسمارية) التي ترجع إلى عهد شمشي - أداد الأول، بالرغم من أن فترة تصنيعه ليست واضحة من قبل.

## نظرة عامة

### التاريخ
أنشأت أربع مراحل أساسية لأواني الخابور. بدأت المرحلة الأولى في كاليفورنيا بشكل غير محتم. تم اقتراح ذلك عام 1900 ما قبل الميلاد بناء على الأدلة المثبتة من تل براك. يرجع تاريخ بداية المرحلة الثانية والرئيسية من خزف الخابور الذي يعود إلى عهد شمشي أداد الأول ( حوالي 1813 ما قبل الميلاد مبني ذلك على ادلة كلاً من شاغار بازار وتل الطايع وتل ليلان.  يعود تاريخ المرحلة الثالثة من صناعة الخابور إلى كاليفورنيا من عام 1550 إلى عام 1750.  في المرحلة الرابعة والاخيرة وهي تلك الفترة المشتركة ما بين اواني الخابور والنوزي عام 1400 قبل الميلاد والتي انتهت بزالها.

### التصاميم
يُصنع الفخار عن طريق عجلات ويزين بزخارف أحادية اللون اما باللون الاحمر أو البني أو الاسود.  تلك التصاميم الموجودة على الفخارهي مزيج من الزخارف البسيطة. وهي عادةً ماتكون مأخوذة من الاشكال الهندسية وحولها تلك الشرائط الافقية والمثلثات وغيرها من الاشكال المختلفة. في الاونة الاخيرة باتت التصاميم الطبيعية هي الأكثر شيوعًا. وتتضح في مرحلتها الاخيرة بأنها جرات ذات اعناق ضيقة طويلة وقواعد سفلية. ويعد هذا الشكل من الاشكال المميزة للخزف النوزي المطلي والذي يعود للعصرالبرونزي القديم. ذلك قد يدل على وجود تداخل بين كلا المنتجين إلى حين اختفاء منتجات اواني الخابور

## المعرض

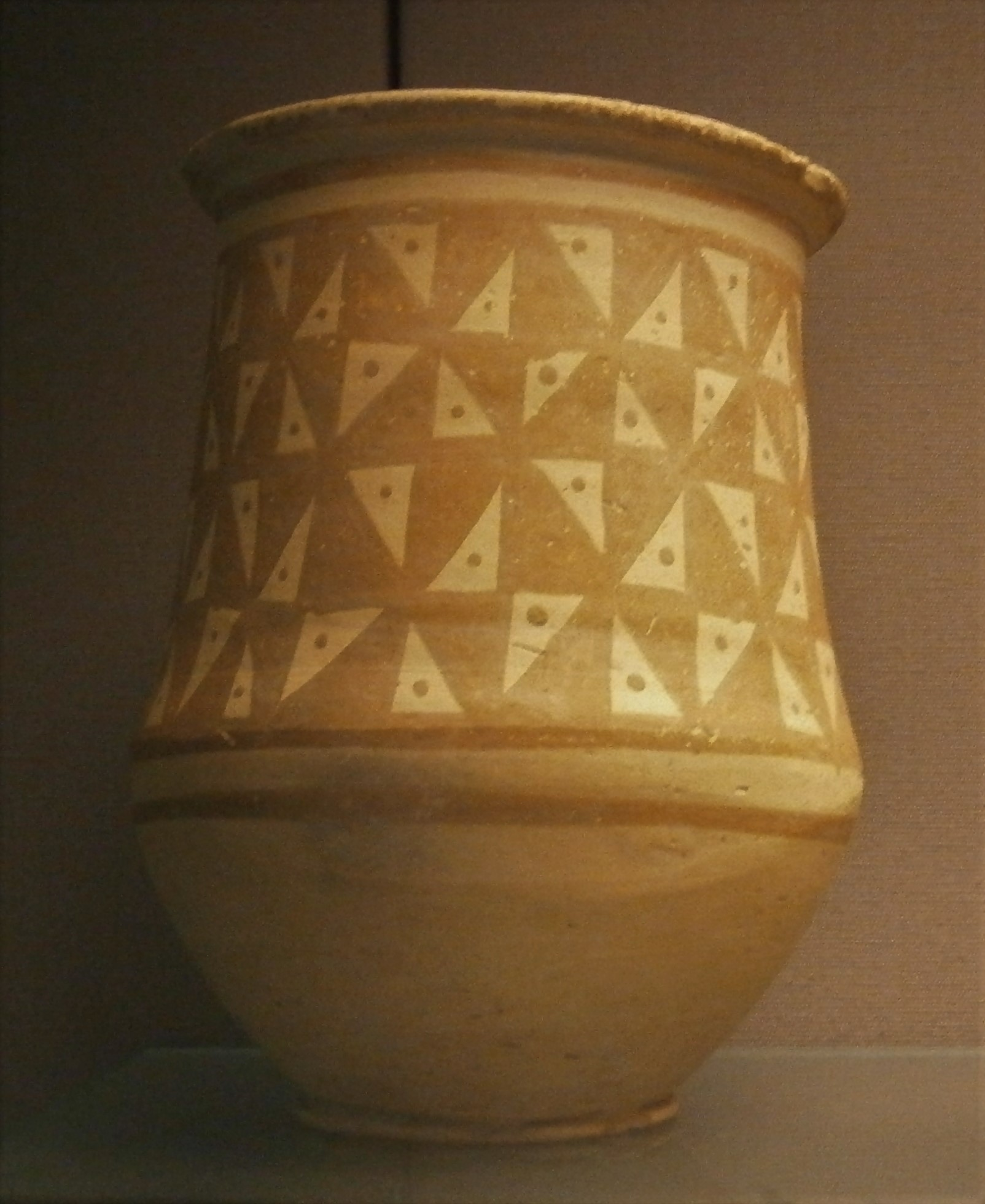
جرة خابور من تل براك المتحف البريطاني
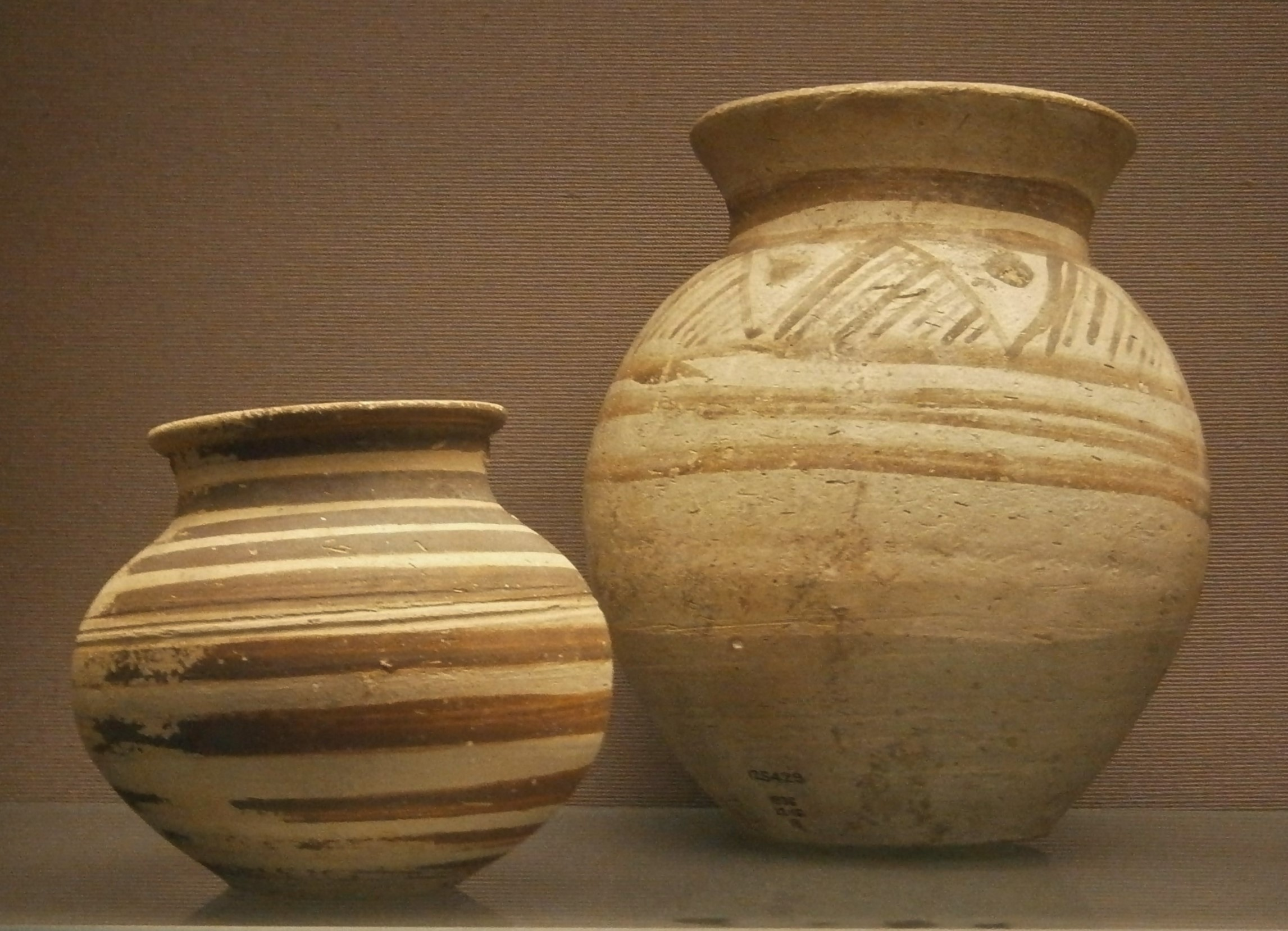
عبوتين من أواني الخابور من تل شاغربازار المتحف البريطاني
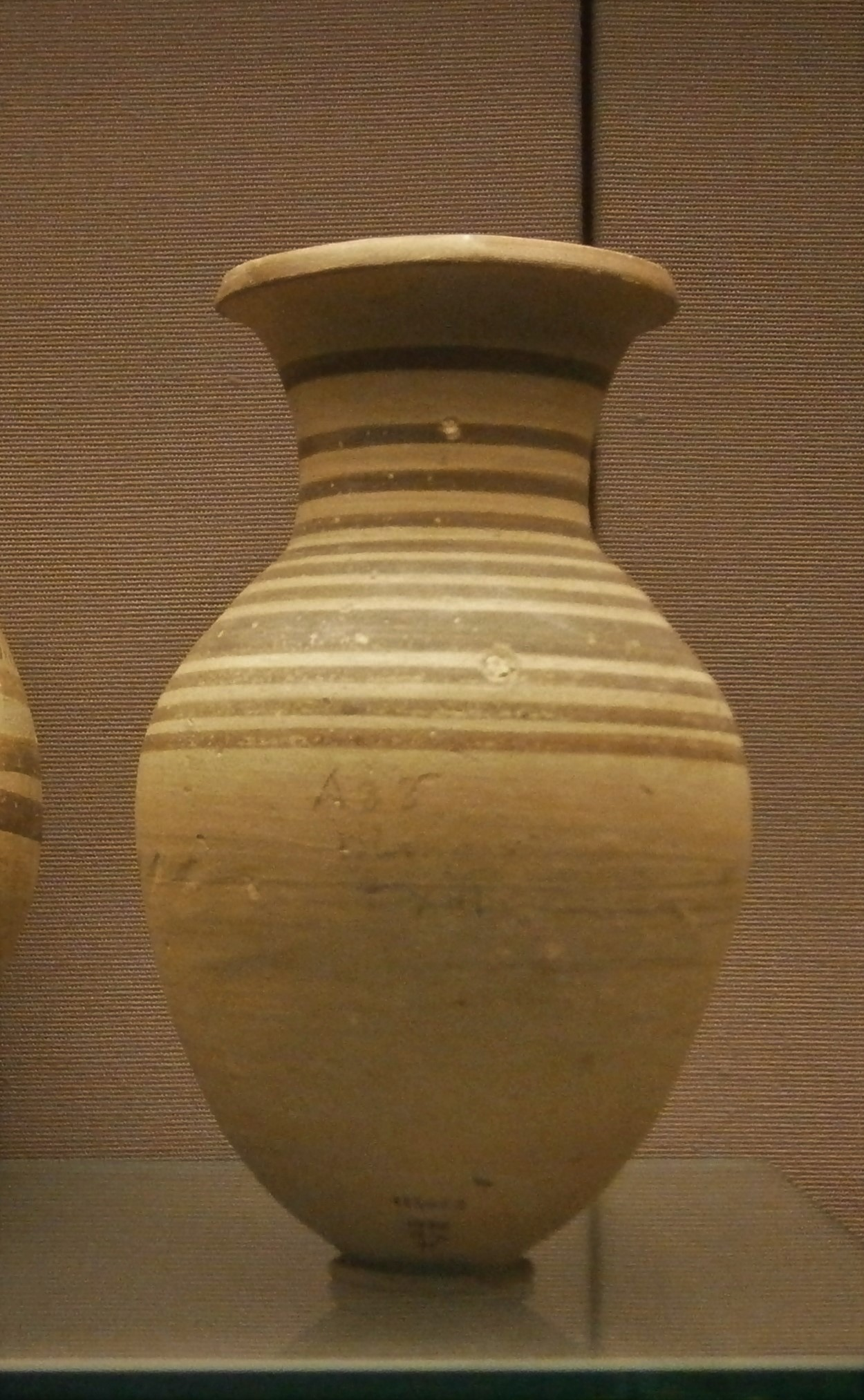
جرة خابور من شجر بازار المتحف البريطاني